# Kalawasos
Kalawasos (gr. Καλαβασός) – wieś w Republice Cypryjskiej, w dystrykcie Larnaka. W 2011 roku liczyła 737 mieszkańców.